# Arnaud Aubert
Arnaud Aubert (zm. 11 czerwca 1371) – francuski duchowny.
Bratanek papieża Innocentego VI. Biskup Agde (19 marca do 14 listopada 1354) i Carcassonne (14 listopada 1354 – 18 stycznia 1357), następnie arcybiskup Auch (od 18 stycznia 1357). Kamerling Świętego Kościoła Rzymskiego od 16 marca 1361 roku, był odpowiedzialny za zarządzanie majątkiem Stolicy Apostolskiej podczas konklawe 1362 po śmierci jego wuja, oraz podczas konklawe 1370. Wikariusz i administrator diecezji awiniońskiej 1366–1367. Zmarł w zamku Bulbon koło Awinionu.